# Katja Urbatsch
Katja Urbatsch (* 1979 in Ostwestfalen) ist Mitgründerin und Geschäftsführerin der gemeinnützigen Organisation Arbeiterkind.de mit Hauptsitz in Berlin. Außerdem ist sie Sachbuchautorin und schreibt über Bildungsfragen.

## Bildungsgeschichte
Katja Urbatsch und ihr Bruder Marc Urbatsch waren die Ersten in ihrer Familie, die die Allgemeine Hochschulreife erlangten und ein Studium begannen. Sie studierte an der Freien Universität Berlin Amerikanistik, Betriebswirtschaftslehre sowie Kommunikationswissenschaft. Mit einem Stipendium des Deutschen Akademischen Austauschdiensts absolvierte Katja Urbatsch für ein Jahr ein Auslandsstudium an der Boston University. 2020 arbeitete sie an ihrer Dissertation in der Amerikanistik an der Justus-Liebig-Universität Gießen.

## Gründung von Arbeiterkind.de
Nach eigener Angabe war Katja Urbatsch bereits früh in ihrem Studium das eigene Informationsdefizit im Vergleich zu  Studenten aus Akademikerfamilien aufgefallen. Ihr fehlten Einblicke etwa bei Stipendien, das zu einem Gefühl der Unwissenheit führte. Diese Erlebnisse motivierten sie dazu, gemeinsam mit ihrem Lebensgefährten Wolf Dermann und ihrem Bruder Marc Urbatsch die Austauschplattform Arbeiterkind.de zu gründen. Seither leitet und koordiniert sie die gemeinnützige Organisation, die im Jahr 2019 6000 Ehrenamtliche in 80 lokalen Gruppen zählte.

## Auszeichnungen
- Seit 2009 ist Urbatsch Ashoka-Fellow.[5]
- 2011 erhielt sie das Marburger Leuchtfeuer.[6]
- 2018 erhielt sie für ihr Engagement mit Arbeiterkind.de das Bundesverdienstkreuz am Bande.[7]
- Die Justus-Liebig-Universität Gießen verlieh ihr 2018 die Ehrensenatorwürde.[8] Im selben Jahr wurde sie mit dem HAWK-Preis der Hochschule Hildesheim/Holzminden/Göttingen geehrt.[9]
- 2024 wurde sie mit dem Verdienstorden des Landes Berlin ausgezeichnet.[10]

## Schriften
- Als Arbeiterkind an die Uni Praktisches für alle, die als Erste/r in ihrer Familie studieren. Springer Spektrum, Wiesbaden 2017, ISBN 978-3-453-60214-4
- Ausgebremst Warum das Recht auf Bildung nicht für alle gilt. Heyne, München 2011, ISBN 978-3-453-60214-4